# Бенилюкс

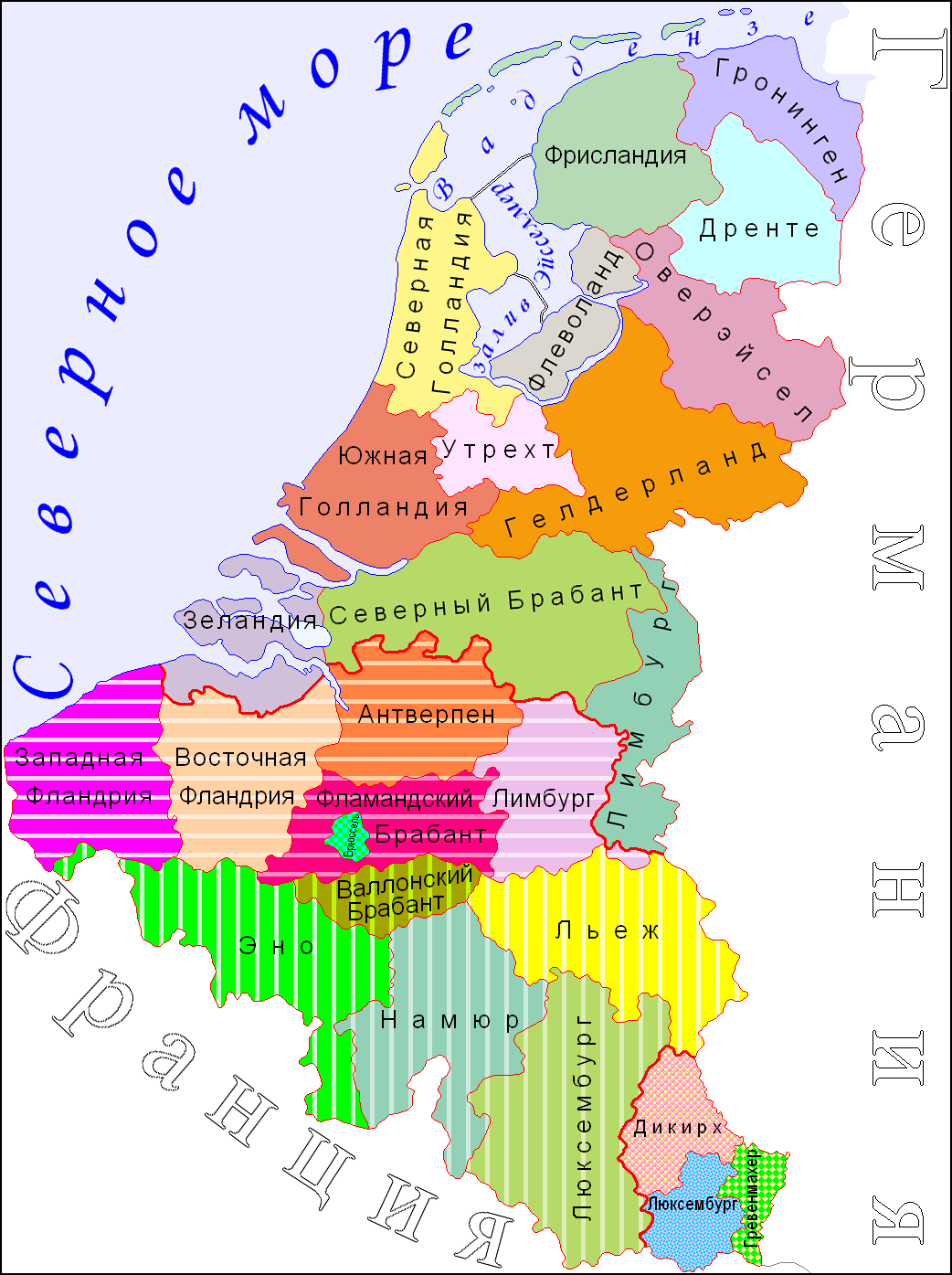
Административное деление Бенилюкса

Бенилю́кс (Benelux, нидерл. Benelux Unie, фр. Union Benelux) — межправительственная организация, представляющая собой политический, экономический и таможенный союз в Западной Европе, включающий в себя три монархии: Бельгию, Нидерланды и Люксембург. Имеет сухопутные границы с Францией и Германией.
Название союза было образовано из начальных букв наименований каждой страны-участницы. Изначально оно использовалось для обозначения Таможенного союза Бенилюкс. Премьер-министры: Барт Де Вевер (Бельгии), Дик Схоф (Нидерландов), Люк Фриден (Люксембурга).

## История
Интеграционные процессы в странах Бенилюкса начались после Первой мировой войны.
Договор о создании Бельгийско-Люксембургского экономического союза (БЛЭС) был подписан 25 июля 1921 года и вступил в силу 1 мая 1922 года. Он предусматривал ликвидацию таможенных пошлин, количественного контингентирования и других препятствий в торговле между этими странами, а также установление единого таможенного тарифа в отношении третьих стран и свободную циркуляцию услуг между Бельгией и Люксембургом.
В 1930—1932 годах предпринимались попытки экономического сближения БЛЭС и Нидерландов. В частности, 18 июля 1932 года Бельгия, Нидерланды и Люксембург подписали Конвенцию, предусматривающую стабилизацию с последующей ликвидацией таможенных пошлин во взаимных торговых оборотах. Однако последствия экономического кризиса и давление ряда стран во главе с Великобританией оказали своё негативное влияние и положения Конвенции не были реализованы.
21 октября 1943 года эмиграционные правительства Бельгии, Нидерландов и Люксембурга, находящиеся в Лондоне, подписали валютное соглашение с целью регулирования взаимных платежей в послевоенный период и укрепления экономических отношений между ними (вступило в силу 24 мая 1946 года).
5 сентября 1944 года правительства трёх стран подписали в Лондоне Таможенную конвенцию, дополненную и уточнённую Протоколом от 14 марта 1947 года, которая вступила в силу с 1 января 1948 года. С этой даты торговля между странами Бенилюкса была освобождена от всех пошлин, а в отношении третьих стран был введён единый, самый низкий в Западной Европе внешний таможенный тариф.
В соответствии с Конвенцией и Протоколом были созданы Административный таможенный совет, Совет Экономического союза, Совет торговых соглашений, а с марта 1947 года в Брюсселе учреждён Генеральный секретариат. Следующим этапом было подписание 15 октября 1949 года Договора о предварительном экономическом союзе, который предусматривал дальнейшую либерализацию торговли между странами-участницами путём ликвидации количественных и иных ограничений, координацию торговой и валютной политики.
В 1950—1953 годах интеграционные процессы в странах Бенилюкса замедлились в связи с экономическим кризисом, охватившим эти страны.
24 июля 1953 года в Гааге три страны подписали Протокол об ускорении процесса координации экономической и социальной политики.
9 декабря 1953 года они подписали Протокол о проведении единой торговой политики в отношении импорта и экспорта в торговле с третьими странами. Подписание этого Протокола имело большое значение для торговли импортными товарами внутри стран Бенилюкса. Впоследствии положения Протокола о единой торговой политике полностью вошли в текст договора об Экономическом союзе Бенилюкс.
8 июля 1954 года было подписано Соглашение о свободном движении капитала между тремя странами, а в мае 1955 года — Соглашение о постепенном урегулировании сельскохозяйственной политики.
5 мая 1955 года был создан Межпарламентский консультативный совет Бенилюкса.
В июне 1956 года подписан Протокол о свободном передвижении рабочей силы и единой политике в сфере социального страхования.
С 1956 года страны Бенилюкса начали совместно заключать торговые договоры с третьими странами.
По мере развития Бенилюкса возникла необходимость сформулировать в едином документе методы и формы сотрудничества и зафиксировать достигнутые результаты. Создание ЕЭС ускорило эту работу. В связи с возникновением новой международной группировки странам Бенилюкса было необходимо определить будущее своего собственного Союза, что и привело их к подписанию Договора об Экономическом союзе 3 февраля 1958 года. По мнению секретариата Бенилюкса, сохранение этого Союза, несмотря на создание ЕЭС, куда вошли все три страны Бенилюкса, вызвано следующими соображениями:
- ликвидация Бенилюкса свела бы на нет результаты долгих лет сотрудничества;
- существование Бенилюкса является гарантией стабильного положения для трёх стран;
- малые страны Бенилюкса добьются более быстрых и значительных результатов в рамках трёхстороннего сотрудничества, чем в рамках ЕЭС;
- приобретённый опыт в создании Экономического союза Бенилюкс имеет большую ценность для осуществления Договора о ЕЭС;
- три малые страны должны составлять прочное единство, чтобы интегрировать Бенилюкс в ЕЭС на наиболее выгодных условиях.

В статье 223 Договора о создании ЕЭС оговорено: 

Положения настоящего Договора не являются препятствием для существования и завершения региональных союзов между Бельгией и Люксембургом, а также между Бельгией, Люксембургом и Нидерландами в той мере, в какой цели этих региональных союзов не достигнуты за счёт применения настоящего Договора.— статья 223 Договора о создании ЕЭС
25 марта 1957 года Франция, ФРГ, Италия и страны Бенилюкса подписали Договор о создании ЕЭС. В середине июля 1957 года началась работа над проектом договора об экономическом союзе Бельгии, Нидерландов и Люксембурга. Договор был подписан 3 февраля 1958 года в Гааге. Одновременно с ним было подписано Соглашение о переходном периоде.
Парламентские дебаты в процессе ратификации Договора выявили серьёзные разногласия по вопросу о сельскохозяйственном рынке, что задержало его вступление в силу до 1 ноября 1960 года. В процессе ратификации с 1 июля 1960 года был ликвидирован контроль за передвижением лиц между странами Бенилюкса. 19 сентября 1960 года была подписана, а с 1 октября 1963 года вступила в силу Конвенция, регулирующая права граждан стран Бенилюкса, пребывающих на территории других стран-участниц. Эта Конвенция предусматривала свободу проживания граждан одной страны на территории другой страны Союза при подтверждении наличия средств существования в этой стране.
Деятельность Экономического союза Бенилюкс была наиболее активна до создания ЕЭС, в которое с 1 января 1958 года вошли все три страны. Впоследствии многие трудноразрешимые в рамках Бенилюкса проблемы решались на уровне ЕЭС.
Все препятствия к свободному передвижению товаров между тремя странами, включая сельскохозяйственную продукцию, были устранены к 1 июля 1968 года в рамках ЕЭС. Свободное перемещение товаров, капитала и услуг было достигнуто к 1 января 1974 года. Большим достижением Союза является проведение единой торговой политики в отношении третьих стран.

## Цели
Основными целями Бенилюкса являются:
- свободное движение товаров, услуг, капитала и лиц, ликвидация в торговле между странами-участницами таможенных пошлин, количественного контингентирования, а также иных ограничений; устранение экономических и финансовых препятствий, мешающих свободной циркуляции услуг на территории Бенилюкса; устранение препятствий, мешающих свободному перемещению капитала между странами Бенилюкса; свободное передвижение граждан стран Бенилюкса из одной страны в другую без паспорта и визы, постоянное проживание, наём на работу, пользование системой социального страхования без какой-либо дискриминации, применение той же налоговой системы, которая действует в отношении граждан страны, на чьей территории данное лицо пребывает (каждая из сторон гарантирует своим гражданам исключительное право работы на своей территории в государственных учреждениях и в некоторых профессиях);
- координация экономической, финансовой и социальной политики;
- проведение единой внешнеторговой и внешнеэкономической политики по отношению к третьим странам, прежде всего установление единых таможенных пошлин в отношении третьих стран.

## География, демография и языки

Схематическая карта Бенилюкса

Нидерландский и французский являются официальными языками Бенилюкса и его институтов.
Из общего населения (27,6 миллиона человек) государств-членов — 22,6 миллиона (82 %) живут в Нидерландах и Фландрии, где нидерландский является государственным языком. Во франкоязычной Валлонии проживают 3,5 миллиона (12,5 %), в то время как большинство Брюссельского столичного региона (его население составляет 3,8 %) говорит на французском, хотя формально регион считается двуязычным. В Люксембурге (1,74 %) три официальных языка: французский, немецкий и люксембургский (западногерманский, средненемецкий культурный диалект, относящийся к мозельско-франкским). Вместе с немецким сообществом Бельгии это составляет около 2 % немецкоговорящих жителей.

## Структура

### Комитет министров
Комитет министров, состоящий из трёх министров иностранных дел, является высшим органом (несколько заседаний в год). Он контролирует выполнение условий Договора о создании Бенилюкса и принимает решения в рамках предоставленных ему Договором полномочий: постановления, рекомендации, директивы, конвенции.

### Рабочие группы
На заседаниях рабочих групп встречаются отраслевые министры. Если рабочая группа в определённой сфере деятельности создана по решению Комитета министров, то её решения обладают той же политической и юридической силой, что и решения Комитета министров.

### Совет Экономического союза
Совет Экономического союза является исполнительным органом, координирует деятельность различных комиссий и подчинён комитету министров.

### Комиссии
На основе Договора о создании Бенилюкса были образованы комиссии и специальные комитеты по различным областям:
- внешнеэкономические связи;
- валютно-финансовые вопросы;
- промышленность и торговля;
- сельское хозяйство;
- продовольствие и рыболовство;
- таможенные и налоговые вопросы;
- транспорт;
- социальные вопросы;
- свободное передвижение и поселение лиц;
- вопросы юстиции, координирование статистики;
- сравнение бюджетов государственных и негосударственных органов;
- здравоохранение;
- малые и средние предприятия;
- туризм, муниципальное планирование;
- окружающая среда;
- энергетика;
- сотрудничество в административной и юридической сферах.

### Генеральный секретариат
Во главе генерального секретариата стоит коллегия генеральных секретарей; состоящая из генерального секретаря (согласно договору он должен являться подданным Нидерландов) и двух его заместителей. Политическая роль генерального секретариата значительно выросла. С 1975 г. коллегия генеральных секретарей получила права законодательной инициативы при принятии директив.

### Объединённые службы
Объединённым службам поручается выполнение специальных задач, например в области товарных знаков и дизайна.

### Межпарламентский консультативный комитет
Межпарламентский консультативный совет состоит из депутатов парламентов: по 21 из Бельгии и Нидерландов и 7 из Люксембурга. При их назначении учитывается степень влияния политических течений в трёх странах. Совет принимает рекомендации для правительств стран-участниц. Совет уполномочен решать не только экономические проблемы, но и вопросы политического сотрудничества.

### Консультативный совет по экономическим и социальным вопросам
Консультативный совет по экономическим и социальным вопросам состоит из 27 представителей экономических и социальных организаций трёх стран (Бельгия — Центральный экономический совет и Национальный совет труда; Люксембург — Экономико-социальный совет; Нидерланды — Социально-экономический совет).

### Арбитражная коллегия
Для решения спорных вопросов, возникающих между государствами-членами в связи с выполнением договора или конвенций, образована арбитражная коллегия.

### Судебная палата
В 1965 году был подписан договор, учреждающий Суд Бенилюкса. Он вступил в силу в 1975 году. Судебная палата создана для содействия единому толкованию совместно принятых правовых норм. Она наделена тремя видами полномочий: судебными, консультативными и судебными полномочиями по делам государственных чиновников. Располагается судебная палата в Брюсселе.